# Orcula pseudodolium
Orcula pseudodolium é uma espécie de lesma terrestre diminuta, um gastrópode pulmonado da família Orculidae.
É endémica da Áustria.